# Francis Pagnon
Œuvres principales
- En Évoquant Wagner (1981)

Francis Pagnon est un musicologue français né le 7 avril 1950 à Belfort et décédé le 11 janvier 1990 à Paris. Francis Pagnon est proche de la critique situationniste.

## Biographie
Francis Pagnon s'est donné la mort le 11 janvier 1990.

### En Évoquant Wagner

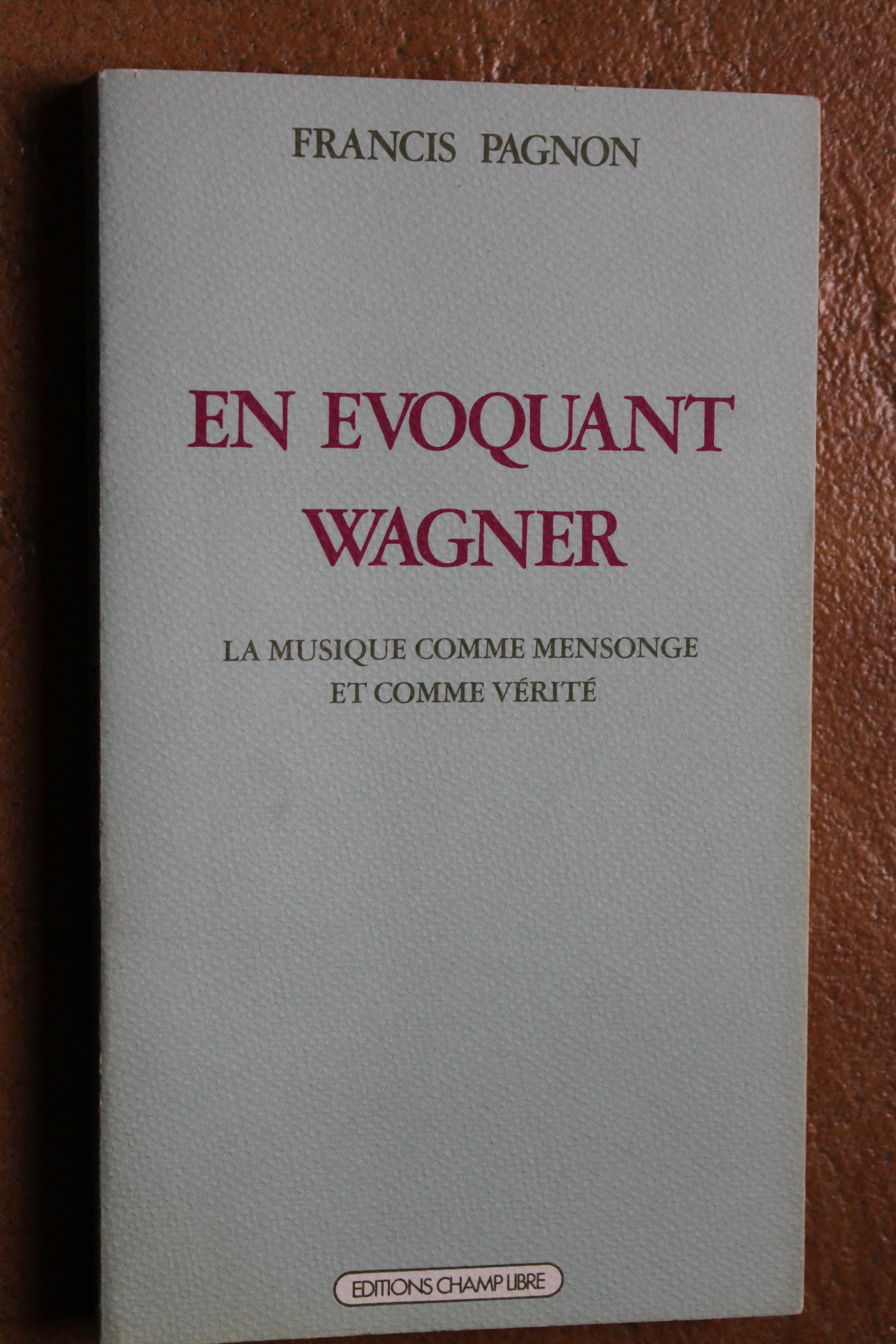
En Évoquant Wagner

Francis Pagnon est l'auteur d'une importante étude sur Richard Wagner et l'histoire de la musique intitulée En Évoquant Wagner : La musique comme mensonge et comme vérité publiée aux éditions Champ Libre en décembre 1981. Cet essai montre le mouvement vivant de l'histoire à l'œuvre dans la musique, et plus spécifiquement dans celle de Wagner. Francis Pagnon entreprend une critique politique « de la musique de masse comme idéologie totalitaire ». Pour l'auteur, l'évolution musicale a été liquidée et asservie aux nécessités de l'organisation sociale rétrograde. La musique de masse moderne, par son retour à l'état pré-individuel, satisfait le besoin d'anéantissement et n'est que la soumission hallucinatoire à la violence infligée par une société dont le maintien n'est possible que par la coercition étendue à tous les aspects de la vie. 
Le livre présente une perspective historique des contradictions de la musique dans la société de classes contemporaine. Le sous-titre de l'ouvrage, La musique comme mensonge et comme vérité, fait référence au mensonge qu'est la musique de masse et à la vérité révolutionnaire qu'exprime la grande musique, considérée par l'auteur comme la seule musique véritable, notamment celle de Monteverdi, Bach, Mozart, Beethoven, Debussy et, bien sûr, Wagner.
Pour l'auteur, la musique wagnérienne condamne la société capitaliste où l'histoire est rendue impossible par une production asservie au cycle perpétuel de la valeur d'échange. Le combat contre cette vacuité marchande se développe au-delà de la musique, qui devient mensongère lorsqu'elle nie la nécessité de ce combat en posant un idéal esthétique où se compensent les horreurs du monde. 
Dans son essence ultime, la musique de Wagner refuse ce rôle mensonger : elle affronte sans réserves son ennemi, c'est-à-dire la tradition musicale aliénée d'un état de fait social qui n'existe que par l'écrasement et la souffrance irrationnelle du sujet. La haine de Wagner vis-à-vis de la société bourgeoise et de sa culture est passée dans la composition. C'est une musique de la destruction : elle révèle le chaos sur lequel s'est érigée la barbarie civilisée et appelle à l'anéantissement d'un monde abhorré.
La musique wagnérienne brise le cercle de la non-vie par la violence de la vie potentielle qu'elle exige de voir passer à l'acte. Tout ce qui fait sa grandeur incite au dépassement de la musique, à sa réalisation. Au moment où la société marchande s'écroule, l'art révèle son contenu critique, qui avait toujours été en soi sa vérité, rendue claire désormais par le mouvement de l'histoire. C'est le privilège de cette époque crépusculaire d'avoir divulgué l'énigme de l'art ancien. La musique de Wagner peut enfin montrer ce qu'elle voulait, ce à quoi elle s'est dédiée.

### Réception du livre
Guy Debord émet un avis favorable sur En Évoquant Wagner dans une lettre adressée le 25 juin 1980 à l'éditeur Gérard Lebovici.

## Œuvres
- En évoquant Wagner : La musique comme mensonge et comme vérité, éditions Champ Libre, 1981.  (ISBN 2-85184-130-0)